# Рудолф Прикрил
Рудолф Прикрил (Беч, 21. март 1896 — Беч, 13 јун 1965) био је од 13. до 16. априла 1945. привремени градоначелник Беча. Бечка историја познаје га као тродневног градоначелника.

## Живот
Прикрил је одрастао у Бечу, у општини Алзергрунд, где је изучио занат за водоинсталатера. Служио је као војник у Првом светском рату. Двадесетих година двадесетог века отворио је водоинсталатерску фирму у Бечу и придружио се партијској паравојној организацији Републикански одбрамбени савез.
Учествовао је у кратком аустрисјком грађанском рату фебруара 1934. године, када му је повређена рука. Током аустрофашизма био је активан у подземљу са револуционарним социјалистима, али је у јуну 1935. ухапшен и интерниран у логор Велерсдорф због илегалне дистрибуције Арбајтер-Цајтунга (  Радничке новине) и штампања револуционарних летака. У августу је потписао изјаву о лојалности и пуштен је после строгих полицијских провера.
Прикрил је заложио своју трговачку дозволу када је отпутовао у Шпанију почетком 1937, где су се он и други Аустријанци у Интернационалним бригадама борили против франкиста. Године 1938. Прикрил се са супругом настанио у Паризу. Тамо су га затворили Французи након почетка Другог светског рата и пустили непосредно пре немачке инвазије, а потом га је Гестапо затворио на 16 месеци. Од октобра 1943. поново је живео са супругом у Бечу.
Када се 1945. у Бечу завршио Други светски рат, наводно га је случајно препознао совјетски официр који се с њим борио у Шпанији и без даљег одлагања постављен је за градоначелника Беча. Међутим, ова верзија догађаја нема независних сведока. Тачни разлози зашто и како је Прикрил постао градоначелник Беча до данас нису познати. У априлу 1945. први пут је дошао у контакт са групом отпора О5, чије је седиште било у Палати Ауерсперг. За Совјетску власт, О5 је била главна додирна тачка непосредно по завршетку рата, па је 11. априла неколико руских официра отишло у Палату Ауерсперг и одржало састанак са присутнима. Према њиховим изјавама, Прикрил је именован за привременог градоначелника. Истог дана када је почео да ради у Палати Ауерсперг, његова ћерка Елизабет Албингер донела је писаћу машину и подржала га као секретара. 13. априла преселио се у Бечки Ратхаус. Позвао је социјалдемократу Антона Вебера, коме се представио као заменик градоначелника, и замолио га да одмах преузме функцију градоначелника, у складу са жељама Црвене армије. Али Вебер је то одбио јер је прво желео да о томе разговара са својом странком.
Прикрил није имао политичка овлашћења да преузме бирократске задатке. Пре свега, био је заузет издавањем разних врста дозвола. Већ 17. априла Прикрила је на месту градоначелника заменио Теодор Кернер, који се у то време представљао као комуниста, али према подацима КПО никада није био члан ове партије.
Прикрил, сада разведен, женио се још три пута и основао водоинсталатерски посао, који је, међутим, пропао. Умро је осиромашен и његова урна је положена у почасној гробници (одељење Е16, број 332) Крематоријума Симеринг.